# 3069 Heyrovský
3069 Heyrovský là một tiểu hành tinh vành đai chính với chu kỳ quỹ đạo là 1317.6460254 ngày (3.61 năm).
Nó được phát hiện ngày 16 tháng 10 năm 1982. It's named bởi Jaroslav Heyrovský.